# Audit social
 (octobre 2024).
Si vous disposez d'ouvrages ou d'articles de référence ou si vous connaissez des sites web de qualité traitant du thème abordé ici, merci de compléter l'article en donnant les références utiles à sa vérifiabilité et en les liant à la section « Notes et références ».
L'audit social est une forme d'audit appliqué à l'entreprise, en particulier à la gestion des ressources humaines, mais aussi un audit de la responsabilité sociale des entreprises.
L'audit social s'est développé en France dans les années 1970 sous l'impulsion de praticiens/chercheurs tels que Raymond Vatier. Il s'agissait à l'époque d'accompagner les mouvements visant à réformer l'entreprise et qui se traduisirent en 1977 par la loi sur le bilan social. 
Les enjeux de l’audit social sont aujourd’hui plus vastes et recouvrent des préoccupations relevant aussi bien de la réglementation, de l’organisation, de l’éthique et de la performance de l’entreprise que des modalités de gouvernance. Avoir recours aux techniques de l’audit social aujourd’hui c’est porter un regard critique et objectivé au regard de référentiels de bonnes pratiques sur la manière dont on fonctionne, sur la fin et les moyens. Utiliser les méthodes de l’audit social c’est, le cas échéant :
- garantir la conformité aux normes et à la réglementation (audit réglementaire notamment)
- maitriser les risques inhérents à toute activité humaine, en travaillant à leur identification et à leur évaluation (audit du climat social notamment)
- travailler à l’efficacité et l’efficience des organisations humaines (audit des processus RH)
- évaluer la qualité de l'alignement entre la stratégie sociale de l'organisation et sa stratégie générale (audit stratégique RH).

Mais c’est également travailler à l’amélioration de la performance économique, sociale et organisationnelle des entreprises en s’intéressant par exemple au climat social ou à la perception qu’ont les parties prenantes du management et de la gouvernance. Ces champs de l’audit social nous rapprochent ainsi de l’audit de la responsabilité sociale de l’entreprise.
Alors que la « crise » bouleverse un ensemble de repères, les pratiques de l'audit social permettent de mettre à plat les difficultés et de s'interroger sur la manière d'y faire face sans gaspillage d'énergie inutile. Il permet en outre d'inscrire son action dans une logique plus éthique et plus respectueuse des attentes et satisfaction des collaborateurs alors que l'on sait que l'implication est une variable importante de la performance de l'entreprise et que la réussite d’un changement repose en grande partie sur son acceptabilité par le collectif de travail.
Acteurs de l'audit social : 
- IAS : Institut international de l'audit social[2] (association regroupant enseignants-chercheurs et professionnels de l'audit social)

## L'audit social, instrument de sécurité
L'audit social est un instrument de sécurité dans le pilotage d'une politique de ressources humaines et une voie de progrès pour tous selon R. Vatier. L'audit fait progresser la gestion des ressources humaines au-delà de l'administration du personnel.

## Le champ de l'audit social
Ce champ est fonction de la pluralité des domaines et des niveaux à auditer. On distingue dès lors : l'audit de conformité, l'audit de pertinence et l'audit d'efficacité.